# Yacht Club Sanremo
El Yacht Club Sanremo es un club náutico situado en San Remo, Liguria (Italia).

## Historia
El club nace como tal cuando se reconstruye la Compagnia della Vela en 1947, adoptando su denominación actual de Yacht Club Sanremo en 1956.

## Regatas
Desde 1959 organiza el "Criterium de Primavera" (Criterium di Primavera), que comenzó con las clases Flying Dutchman y Snipe, a las que se añadió la clase Soling en 1983. En 1986 comenzó a organizar el "Meeting Internacional del Mediterráneo" (Meeting Internazionale del Mediterraneo) para las clases Optimist y L'Equipe.